# Toby Vos
Toby Vos, Neeltje Kropveld - Vos, (Amsterdam, 19 april 1918 - 15 maart 2019) was een Nederlandse striptekenaar, illustrator en verzetsstrijder. 

## Afkomst en opleiding
Vos groeide op in de Jordaan. Ze studeerde voor de oorlog aan het Instituut voor Kunstnijverheidsonderwijs Amsterdam, de latere Gerrit Rietveld Academie.

## Verzet tijdens de Tweede Wereldoorlog
Tijdens de bezetting nam ze deel aan het ondergronds verzet tegen de bezetter. Ze was koerierster voor de Het Parool-groep en zette haar tekentalent in voor het vervalsen van persoonsbewijzen.. Tot de door haar nagelaten tekeningen behoort er een van de Schietpartij op de Dam op 7 mei 1945, waarvan zij bij toeval getuige was.

## Carrière
In de oorlog werkte Vos onder meer aan twee delen van de - door De Bijenkorf uitgegeven - Kabouterboekjes-reeks. Na de oorlog illustreerde zij kinderboeken en maakte ze strips voor jong en oud. De twee dagboeken van Toby Vos zijn onderdeel van de collectie van Atria, kennisinstituut voor emancipatie en vrouwengeschiedenis.
. .

## Privé
Vos was een non-conformistische vrouw, die sympathie had voor mannen, maar zij ging slechts een tijdelijke relatie met hen aan. Uit die relaties kreeg zij twee zoons.